# Dorel Zaharia
Dorel Zaharia (Costanza, 21 febbraio 1978) è un ex calciatore rumeno.

## Carriera
In attività giocava come attaccante.